# ماکس ولمر
ماکس ولمر (انگلیسی: Max Volmer؛ زاده ۳ مه ۱۸۸۵ درگذشته ۳ ژوئن ۱۹۶۵) یک دانشمند اهل آلمان بود.